# Senator Bulworth
Senator Bulworth – amerykańska komedia sensacyjna z 1998 roku.

## Główne role
- Warren Beatty jako Jay Billington Bulworth
- Halle Berry jako Nina
- Christine Baranski jako Constance Bulworth
- Sean Astin jako Gary
- Don Cheadle jako L.D.

## Nagrody i nominacje
Oscary za rok 1998
- Najlepszy scenariusz oryginalny - Warren Beatty, Jeremy Pikser (nominacja)

Złote Globy 1998
- Najlepsza komedia lub musical (nominacja)
- Najlepszy aktor w komedii lub musicalu - Warren Beatty (nominacja)
- Najlepszy scenariusz - Warren Beatty, Jeremy Pikser (nominacja)